# Умный светофор
У́мные светофо́ры или интеллектуа́льные светофо́ры — это система управления движением транспортных средств, которая сочетает в себе традиционные светофоры со множеством датчиков и искусственным интеллектом для интеллектуального маршрутизирования движения транспортных средств и пешеходов.  Они могут стать частью более крупной интеллектуальной транспортной системы.

## Исследования
Технология интеллектуальных светофоров была разработана в Университете Карнеги-Меллона и используется в пилотном проекте в Питтсбурге с целью снижения выбросов транспортных средств в городе. В отличие от других сигналов динамического управления, которые регулируют время и фазировку освещения в соответствии с ограничениями, установленными в программировании контроллера, эта система сочетает в себе существующие технологии с искусственным интеллектом.
Сигналы взаимодействуют друг с другом и адаптируются к изменяющимся условиям дорожного движения, чтобы сократить время, которое автомобили проводят на холостом ходу. Используя оптоволоконные видеоприёмники, аналогичные тем, которые уже используются в системах динамического управления, новая технология отслеживает количество транспортных средств и вносит изменения в режиме реального времени, чтобы избежать заторов, где это возможно. Первоначальные результаты пилотного исследования обнадёживают: время, которое автомобилисты тратят на холостой ход перед светофорами, сократилось на 40%, а время в пути по городу сократилось на 25%.

## Возможные преимущества
В число компаний, занимающихся разработкой интеллектуальных систем управления дорожным движением, входят BMW и Siemens, которые представили свою систему сетевого освещения в 2010 году. Эта система работает с технологией предотвращения холостого хода, которой оснащены многие автомобили, чтобы предупредить их о предстоящих изменениях освещения. Это должно помочь автомобилям, оснащённым системами предотвращения холостого хода, использовать их более разумно, а информация, которую сети получают от автомобилей, должна помочь им регулировать время лёгкого цикла езды, чтобы сделать их более эффективными.
Новый патент, поданный 1 марта 2016 года Джоном Ф. Хартом младшим, касается «умной» системы управления дорожным движением, которая «видит» движение транспорта, приближающееся к перекрёсткам, и реагирует в соответствии с тем, что необходимо для поддержания потока транспортных средств на наиболее эффективной скорости. Предвидя потребности приближающихся транспортных средств, а не реагируя на них после того, как они прибудут и остановятся, эта система может сэкономить время автомобилиста, одновременно сокращая вредные выбросы.
Исследовательские группы из Румынии и США полагают, что время, затрачиваемое автомобилистами на ожидание переключения светофоров, может быть сокращено более чем на 28% со внедрением умных светофоров, а выбросы CO2 могут быть сокращены на целых 6,5%. 
В основном, умные светофоры могут использоваться в системах общественного транспорта. Сигналы можно настроить так, чтобы они распознавали приближение автобусов или трамваев и изменяли сигналы в их пользу, тем самым повышая скорость и эффективность экологически чистых видов транспорта.

## Препятствия для широкого внедрения
Главным камнем преткновения на пути широкого внедрения таких систем является тот факт, что большинство транспортных средств на дорогах неспособны взаимодействовать с компьютерными системами, которые городские власти используют для управления светофорами. Однако в ходе эксперимента в округе Харрис, штат Техас, была использована простая система, основанная на сигналах, полученных с сотовых телефонов водителей, и было обнаружено, что даже если только несколько водителей включили свои телефоны, система все равно способна использовать их для получения достоверных данных о плотности дорожного движения. Это означает, что внедрение умных светофоров во всём мире можно было бы начать, как только разумное меньшинство транспортных средств будет оснащено технологией связи с компьютерами, управляющими сигналами, вместо того, чтобы ждать, пока такая технология появится у большинства автомобилей.

## Первый эксперимент
В июле 2019 года в Университете Калабрии (Unical) с помощью обычных коммерческих смартфонов был проведён первый эксперимент по светофору, регулируемому на 100% «подключёнными» транспортными средствами, командой исследователей, работающих на Unical и инновационный стартап SOMOS.

## Более простые системы
В Соединённом Королевстве в 2011 году в Суиндоне были опробованы светофоры,  которые меняли цвет на красный при обнаружении того, что приближающийся автомобилист ехал слишком быстро, чтобы выяснить, являются ли они более эффективными в снижении числа дорожно-транспортных происшествий, чем предшествовавшие им камеры контроля скорости, которые были удалены по решению совета в 2011 году. Эти светофоры больше ориентированы на то, чтобы побудить автомобилистов соблюдать ПДД, но если они окажутся успешными, то они могут проложить путь к внедрению более сложных систем в Великобритании.

## Предварительное исследование
В дополнение к упомянутым выше выводам румынских и американских исследователей, учёные Дрездена (Германия) пришли к выводу, что умные светофоры могут более эффективно справляться со своей задачей без человеческого интерфейса.